# Americké Panenské ostrovy
Americké Panenské ostrovy (anglicky United States Virgin Islands)
je souostroví v Malých Antilách v Karibském moři, které je nezačleněným územím Spojených států amerických. Souostroví je geograficky součástí Panenských ostrovů. Americké Panenské ostrovy tvoří tři hlavní ostrovy: Svatý Tomáš (83 km²), Svatý Jan (52 km²), Svatý Kříž (218 km²)
a přibližně 50 menších ostrovů se subtropickým podnebím.
Celková rozloha ostrovů činí 346.36 km². Hlavní město je Charlotte Amalie, které se nachází na Svatém Tomáši. 
Je to jediné místo ve Spojených státech, kde se jezdí vlevo.

## Historie

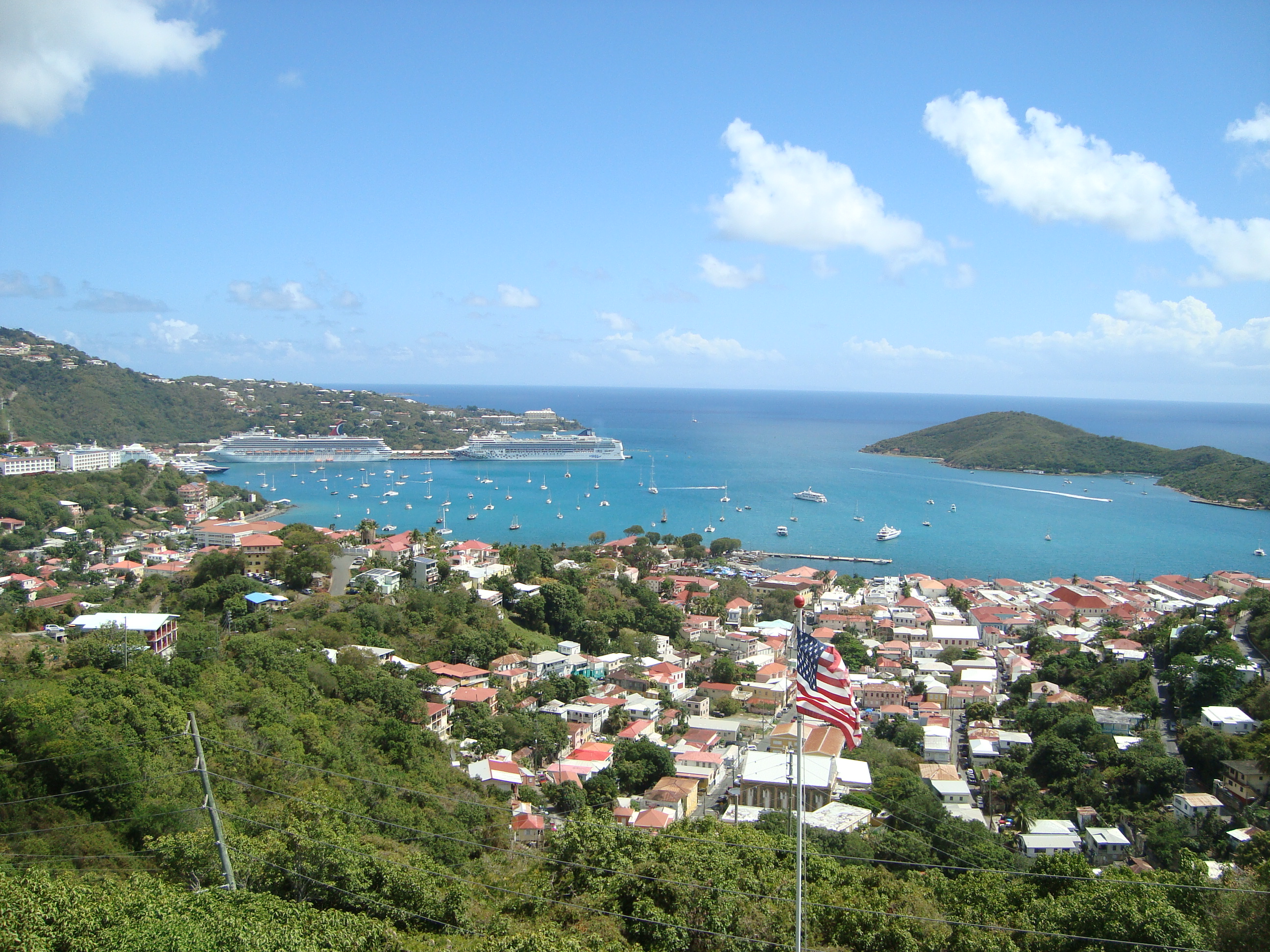
Charlotte Amalie, Sv. Tomáš

Panenské ostrovy byly původně osídleny Ciboneji, Kariby a Aravaky. Ostrovy pojmenoval Kryštof Kolumbus na své druhé cestě v roce 1493 jako ostrov „Svaté Uršuly a 11000 panen“. Více než 300 let byly ostrovy kolonizovány evropskými mocnostmi - Španělskem, Británií, Nizozemskem, Francií, a Maltézskými rytíři, nejdéle byly pod správou Dánska jako Dánská Západní Indie.

### Dánské období
Dánská Západoindická společnost se usadila na Sv. Tomáši v roce 1672, na Sv. Janu v roce 1694 a v roce 1733 odkoupila od Francie i Sv. Kříž. Ostrovy se staly dánskou královskou kolonií v roce 1754, jejich název zní v dánském překladu Jomfruøerne. Měnou byl zpočátku dánský západoindický rigsdaler, který byl v roce 1849 nahrazen dolarem. 
Ekonomiku ostrovů během 18. století a začátku 19. století poháněla cukrová třtina sklízená otroky. Mezi další plantážní plodiny patřila bavlna a indigové barvivo. V průběhu 17. a 18. století se na ostrovech začala usazovat také početná židovská komunita. 
V roce 1733 se na Svatém Janu odehrálo jedno z prvních významných povstání otroků v tzv. Novém světě. Ostrov po dobu šesti měsíců ovládali otroci Akan-Akwamu pocházejících ze Zlatého pobřeží (dnešní Ghana). Dánům se podařilo s pomocí Francouzů zotročené Afričany porazit. Několik z nich se místo opětovného zajetí zastřelilo. Odhaduje se, že v roce 1775 převažovali otroci nad dánskými osadníky v poměru 8:1. 
Po další vzpouře otroků na ostrově Svatý Kříž, bylo 3. července 1848 otroctví zrušeno guvernérem Peterem von Scholtenem. V následujících letech byly několikrát zavedeny přísné pracovní zákony, což vedlo k dělnickým nepokojům na Svatém Kříži v roce 1878. 
Plantáže časem přestaly být tak výnosné, a tak dánští osadníci začali své statky opouštět, což způsobilo pokles počtu obyvatel a celkové ekonomiky. Kromě toho ekonomiku ovlivnil také hurikán z roku 1867 a zemětřesení s následným tsunami. Po zbytek období dánské nadvlády nebyly ostrovy ekonomicky životaschopné a z dánského státního rozpočtu musely být úřadům na ostrovech vyplaceny značné transfery. 
O ostrovy se začaly zajímat Spojené státy a v roce 1867 byla dohodnuta smlouva o prodeji ostrovů Svatý Tomáš a Svatý Jan - ta však nikdy nebyla realizována. Byla provedena řada reforem zaměřených na oživení ostrovní ekonomiky, ale žádná z nich neměla velký úspěch. Druhý návrh smlouvy o prodeji ostrovů Spojeným státům byl dojednán v roce 1902, ale v horní komoře dánského parlamentu byl zamítnut v nerozhodném hlasování. 
Začátek první světové války ukončil období reforem a ostrovy se opět ocitly v izolaci. Během válečných fází ponorkové války se Spojené státy v obavách, že by se ostrovů mohlo zmocnit Německo jako ponorkové základny, znovu obrátily na Dánsko s nabídkou jejich koupě. Po několika měsících vyjednávání byla dohodnuta prodejní cena 25 milionů dolarů, což odpovídá 700 milionů dolarů v roce 2023. Ekonomická stránka dalšího držení ostrovů silně zatížila mysl dánských rozhodovacích orgánů, což vedlo ke konsenzu ve prospěch jejich prodeje. 
Smlouva o Dánské Západní Indii byla podepsána 4. srpna 1916 a v prosinci 1916 se v Dánsku konalo referendum, v němž voliči prodej ostrovů schválili. Obchod byl dokončen 17. ledna 1917, kdy si Spojené státy a Dánsko vyměnily ratifikační listiny svých smluv. 

### Americké období
Spojené státy převzaly vlastnictví ostrovů 31. března 1917 a území bylo přejmenováno na Americké Panenské ostrovy (Virgin Islands of the United States). Prvním americkým guvernérem ostrovů byl kontradmirál James H. Oliver. Prvním civilním guvernérem byl jmenován Paul Martin Pearson, který byl inaugurován 18. března 1931. 
V letech 1927 a 1932 bylo mnoha obyvatelům ostrovů uděleno americké občanství. Dánský západoindický daler byl v roce 1934 nahrazen americkým dolarem a v letech 1935-1939 byly ostrovy součástí celní oblasti Spojených států. Byla ustanovena místní vláda. Po druhé světové válce se začal rozvíjet cestovní ruch, který se postupem času stal nejdůležitějším odvětvím ostrovní ekonomiky. V roce 1956 byl na Svatém Janovi založen Národní park Panenských ostrovů (Virgin Islands National Park) a v roce 1959, po embargu Američanů na cestování na Kubu, se Americké Panenské ostrovy staly oblíbenou turistickou destinací. V roce 1970 si obyvatelé Panenských ostrovů zvolili svého prvního guvernéra Melvina H. Evanse a od roku 1976 začaly ostrovy pracovat na vytvoření vlastní ústavy. 
Water Island, malý ostrov na jihu od ostrova Svatý Tomáš, byl původně spravován federální vládou USA a součástí území Amerických Panenských ostrovů se stal až v roce 1996, kdy bylo 20 hektarů půdy převedeno na územní vládu. Zbývajících 81 hektarů ostrova bylo odkoupeno od Ministerstva vnitra Spojených států v květnu 2005 za 10 dolarů. 
V roce 1966 zahájila společnost Hess Oil stavbu ropné rafinérie. Až do února 2012 byl závod Hovensa, který se nachází na ostrově Svatý Kříž, jednou z největších ropných rafinérií na světě, která rafinovala 494 000 barelů ropy denně a podílela se na HDP ostrovů přibližně 20 %. Rafinerie ukončila provoz v roce 2012. V posledním roce plného provozu rafinerie činila hodnota vyvezených ropných produktů 12,7 miliardy dolarů (fiskální rok 2011). Od ukončení rafinace funguje tankoviště o objemu 34 milionů barelů jako sklad ropy a petrochemických produktů pro zákazníky třetích stran. Uzavření rafinerie vyvolalo místní hospodářskou krizi. 
V roce 1989 zasáhl Americké Panenské ostrovy hurikán Hugo, který způsobil katastrofální fyzické a hospodářské škody, zejména na ostrově Svatý Kříž. V roce 1995 ostrovy zasáhl hurikán Marilyn, který zabil 8 lidí a způsobil škody za více než 2 miliardy dolarů. V letech 1996, 1998, 1999 a 2008 ostrovy zasáhly hurikány Bertha, Georges, Lenny a Omar, ale následné škody po těchto bouřkách nebyly tak závažné. 

V září 2017 způsobil hurikán Irma kategorie 5 katastrofální škody, zejména na ostrovech Svatý Jan a Svatý Tomáš. Jen o dva týdny později zpustošil všechny tři ostrovy hurikán kategorie 5 Maria. Trvalý vítr dosahoval na ostrově Svatý Kříž rychlosti 159 až 167 km/h a v nárazech 220 km/h. Britské Panenské ostrovy a další dva ostrovy Panenských ostrovů, Svatý Jan a Svatý Tomáš, byly dostatečně daleko na severovýchodě, aby se vyhnuly tomu nejhoršímu, ale přesto byly masivně zasaženy. Na ostrově Svatý Tomáš byl hlášen náraz větru o rychlosti 138 km/h. Meteorologické stanice na Svatém Kříži zaznamenaly 130-250 mm srážek. Hurikán Maria zabil dva lidi, oba se nacházeli ve svých domovech: jeden člověk se utopil a druhého uvěznil sesuv bahna. Třetí člověk dostal během hurikánu smrtelný infarkt. Kancelář kongresmanky Stacey Plaskett z Panenských ostrovů po obou hurikánech uvedla, že 90 % tamních budov bylo poškozeno nebo zničeno a 13 000 z těchto budov přišlo o střechu. Nemocnice Luis utrpěla poškození střechy a záplavy, ale zůstala v provozu. 

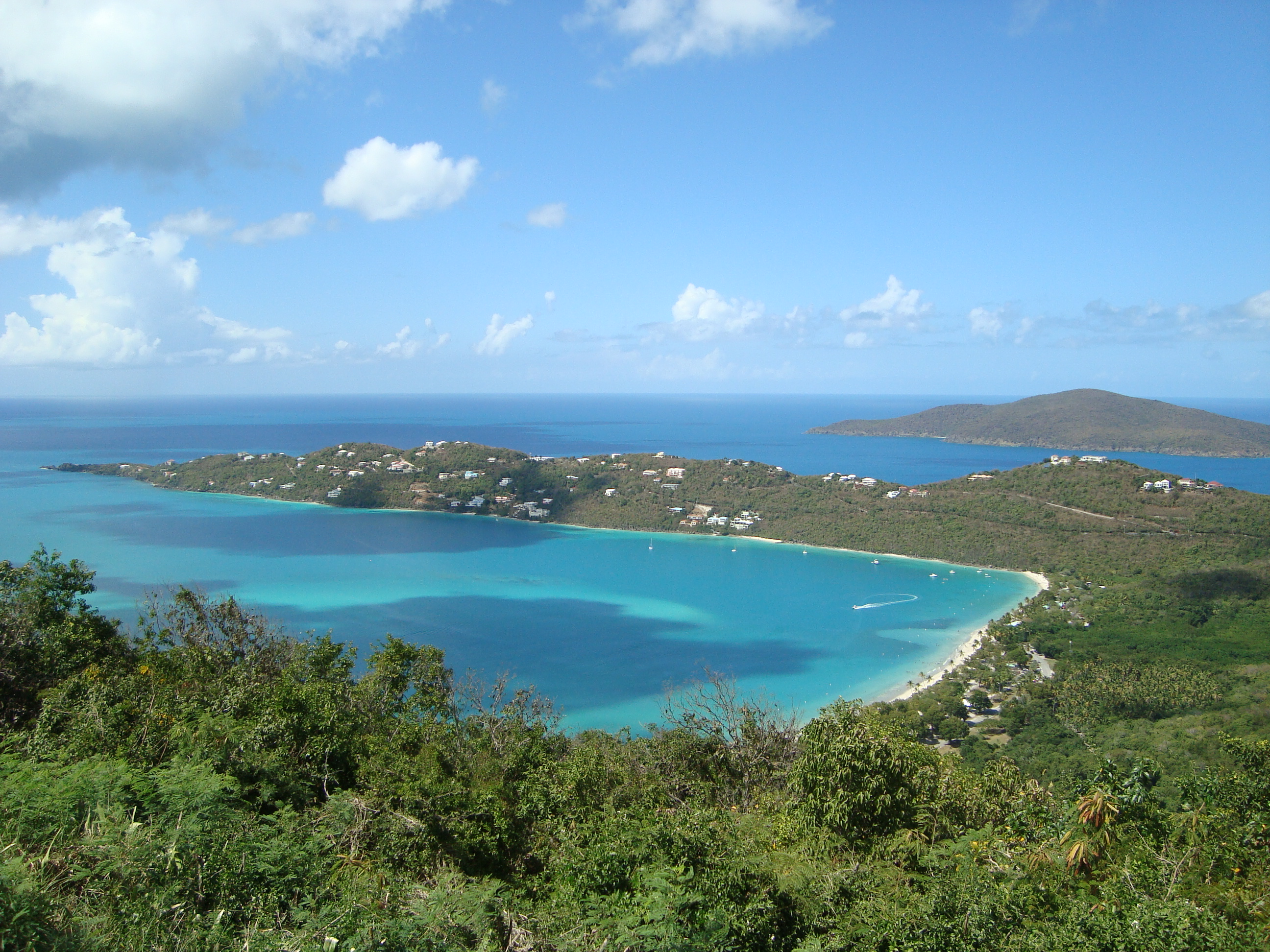
Magens Bay, Sv. Tomáš

## Symboly
Americké Panenské ostrovy, závislé území USA, užívá vedle amerických symbolů i své vlastní.

### Vlajka
Vlajka Amerických Panenských ostrovů je tvořena bílým listem o poměru stran 2:3. Uprostřed listu je zobrazena zjednodušená verze velké pečeti USA, zlatého orla, držícího v pařátech vavřínovou ratolest a tři šípy. Po stranách orla jsou písmena V a I.

### Znak
Znak Amerických Panenských ostrovů nebyl nikdy zaveden, jeho funkci plní pečeť. Ta je tvořena modrým kruhovým polem, uprostřed kterého je vyobrazen pták banakit americký (jamajský) (Coereba flaveola) na větvičce cypřišku nutkajského (Callitropsis nootkatensis, AM „Yellow Cedar“). Dále jsou na modrém poli zobrazeny tři hlavní ostrovy (měřítko neodpovídá skutečnosti) v zelené barvě. Na znaku Sv. Tomáše je zobrazena Legislativní budova a dvě vlajky, americká a dánská, u ostrova kotví loď, na Sv. Johnu jsou ruiny cukrovaru a na Sv. Kříži je zobrazen větrný mlýn. V dolní části je stuha s mottem „UNITED IN PRIDE AND HOPE” (česky Sjednoceni v hrdosti a naději). Kolem modrého pole je zlaté mezikruží, nahoře černý opis „GOVERNMENT OF THE” a dole „UNITED STATES VIRGIN ISLANDS” (česky Vláda Panenských ostrovů Spojených států (amerických)).

### Hymna
Hymna Amerických Panenských ostrovů je píseň Virgin Islands March. Hymnu složili Sam Williams a Alton Adams.

## Geografie
Americké Panenské ostrovy se nacházejí v Altantském oceánu, asi 64 km východně od Portorika a bezprostředně západně od Britských Panenských ostrovů. Souostroví Panenských ostrovů sdílejí s portorickými Panenskými ostrovy Vieques a Culebra (spravovanými Portorikem) a Britskými Panenskými ostrovy. 
Území se skládá ze tří hlavních ostrovů: Svatý Tomáš, Svatý Jan a Svatý Kříž. Hlavní ostrovy mají přezdívky, které místní obyvatelé často používají: "Twin City" (Svatý Kříž), "Rock City" (Svatý Tomáš) a "Love City" (Svatý Jan). Dále k území patří dalších několik desítek menších ostrovů – například jeden z nich, ostrov Little Saint James, je soukromý ostrov koupený nechvalně známým finančníkem a sexuálním delikventem Jeffrey Epsteinem.
Americké Panenské ostrovy jsou známé svými plážemi s bílým pískem, které najdeme např. v Magens Bay nebo Trunk Bay, a přístavy podél průlivu Anegada, např. Charlotte Amalie (hlavní město) a Christiansted. Stejně jako většina karibských ostrovů je i většina Panenských ostrovů kopcovitá a sopečného původu. Nejvyšším bodem je hora Crown Mountain na ostrově Svatý Tomáš, s výškou 474 m n. m.
Svatý Kříž, největší z Amerických Panenských ostrovů, leží jižněji a má rovnější terén díky svému korálovému původu. Správa národních parků spravuje více než polovinu ostrova Svatý Jan, téměř celý ostrov Hassel a mnoho hektarů korálového útesu. 
Nachází se zde několik národních parků, např. Národní park Panenských ostrovů (Virgin Islands National Park), Národní památník korálového útesu Panenských ostrovů (Virgin Islands Coral Reef National Monument), Národní památník útesu Buck Island (Buck Island Reef National Monument), Národní historická památka Christiansted (Christiansted National Historic Site) a Národní historický park a ekologická rezervace Salt River Bay (National Historic Site and Salt River Bay National Historical Park and Ecological Preserve).
Americké Panenské ostrovy leží na rozhraní Severoamerické a Karibské desky. Mezi přírodní nebezpečí patří zemětřesení, hurikány a tsunami.

### Podnebí
Na Amerických Panenských ostrovech panuje tropické podnebí s malými sezónními změnami během roku. Srážky se nejvíce objevují od května do října (období vysokého slunečního svitu), zatímco v zimě převládají severovýchodní pasáty. Nejvyšší letní a zimní teploty se liší v průměru o 3°C nebo méně. 

### Fauna
Fauna Amerických Panenských ostrovů zahrnuje 144 druhů ptáků, 22 druhů savců, 302 druhů ryb a 7 druhů obojživelníků. Mezi volně žijící živočichy patří četné endemické druhy tropických ptáků, ryb, suchozemských plazů a mořských savců. Na území lze volně spatřit netopýry, kozy, divoké osly, krysy, myši, ovce, prasata, psi a kočky.
Mezi mořské savce patří řada druhů velryb, delfínů, kosatek a kapustňáků.

## Politika a státní správa
Americké Panenské ostrovy jsou organizovaným nezačleněným územím Spojených států. Ačkoli osoby narozené na ostrovech jsou občany USA, obyvatelé Panenských ostrovů žijící na tomto území nemají právo volit prezidenta Spojených států. Lidé narození na Amerických Panenských ostrovech získávají občanství USA na základě zákona Kongresu. 
Demokratická a Republikánská strana USA umožňují občanům Panenských ostrovů hlasovat v primárních prezidentských volbách pro delegáty na příslušné národní sjezdy. Hlavními politickými stranami na Amerických Panenských ostrovech jsou Demokratická Strana Panenských Ostrovů, Hnutí nezávislých občanů a Republikánská strana Panenských Ostrovů. Další kandidáti kandidují jako nezávislí. 
Na celostátní úrovni si Americké Panenské ostrovy volí delegáta do Kongresu ze svého kongresového obvodu. Současnou delegátkou Sněmovny reprezentantů je Stacey Plaskett, demokratka. Stejně jako ostatní nezačleněná teritoria USA, nemají Panenské ostrovy své senátory. 
Na územní úrovni je do jednokomorového zákonodárného sboru Panenských ostrovů voleno na 2 roky 15 senátorů - 7 z obvodu Svatý Kříž, 7 z obvodu Svatý Tomáš a Svatý Jan a 1 senátor na volné noze, který musí být obyvatelem Svatého Jana. Počet funkčních období není omezen.
Od roku 1970 se na Amerických Panenských ostrovech volí každé 4 roky guvernér teritoria. Předchozí guvernéři byli jmenováni prezidentem Spojených států.

## Ekonomika
Základem hospodářství Amerických Panenských ostrovů je cestovní ruch. Ostrovy navštíví okolo 2 milionů návštěvníků ročně, z nichž mnoho navštíví ostrovy při okružních plavbách. Výrobní sektor sestává z rafinérství, textilního průmyslu, výroby rumu, elektroniky a farmaceutiky. Zemědělský sektor je malý. Většina potravin je dovážena. Míra mezinárodního obchodu je nízká, ale rostoucí součást ekonomiky. Hovensa, jedna z největších rafinerií, je na ostrově St. Croix.

## Doprava
Ostrovy mají celkem dvě letiště - Mezinárodní letiště Henryho E. Rohlsena a letiště Cyrila E. Kinga. 
Americké Panenské ostrovy jsou jedinou americkou jurisdikcí, kde se jezdí vlevo, což je dědictvím tehdejší praxe, která na ostrovech panovala v době předání území Spojených státům Dánskem v roce 1917. 
Systém VITRAN (Virgin Island Public Transit) je komplexní systém veřejné dopravy na Amerických Panenských ostrovech. Zajišťuje dostupnou veřejnou dopravu na hlavních ostrovech. Systém zahrnuje různé druhy hromadné dopravy, včetně autobusů, paratransitních služeb a trajektů spojujících hlavní města, turistické destinace, dopravní uzly a ostrovy. 

## Demografie
Podle sčítání lidu v roce 2020 žilo na Amerických Panenských ostrovech 87 146 obyvatel, což představuje pokles o 18 989 (-18,1 %) oproti roku 2010.

### Etnické skupiny
Etnické složení Amerických Panenských ostrovů podle sčítání lidu v roce 2020:
- Černoši nebo Afrokaribové: 71,4 % (64,2 % nehispánských černochů),
- Hispánci nebo Latinoameričané jakékoli rasy: 17,4 % (8,9 % Portorikánci, 6,2 % Dominikánci),
- Běloši: 16,6 % (12,7 % bělochů nehispánské rasy),
- Jiné: 3,6 %,
- Smíšené: 7,4 %,
- Asiaté nebo asijští Karibové: 1 %

Mnoho obyvatel má své předky na jiných karibských ostrovech, zejména v Portoriku a Malých Antilách. Většina obyvatel je afrokaribského původu. 

### Jazyky
Převládajícím jazykem je angličtina. V roce 2010 mluvilo španělsky 17,2 % obyvatel starších 5 let, francouzsky nebo kreolsky 8,6 % a dalšími jazyky 2,5 %. 
Angličtina je převládajícím jazykem od roku 1917, kdy ostrovy přešly z Dánska pod správu USA. Během dánské nadvlády byla úředním jazykem dánština, ale byla výhradně jazykem administrativy a mluvili jí jen Dánové - nepatrná menšina celkového obyvatelstva, která v koloniální dánské západoindické společnosti zastávala především administrativní funkce. Místní jména a příjmení dánsko-norského původu jsou stále běžná. 
Přestože Americké Panenské ostrovy byly po většinu své koloniální historie dánským vlastnictvím, dánština nikdy nebyla mezi obyvatelstvem, ať už černošským nebo nedánským, bělošským, používaným jazykem, protože většina majitelů plantáží a otroků byla holandského, anglického, skotského, irského nebo španělského původu. Dokonce i v době dánského vlastnictví byla holandština, další germánský jazyk podobný dánštině, rozšířenější, přinejmenším v některých z oněch 245 let, konkrétně na ostrovech Svatý Tomáš a Svatý Jan, kde byla většina evropských osadníků Holanďani. Na ostrově Svatý Kříž byla dominantním jazykem angličtina. Ostrov Svatý Kříž patřil Francouzům až do roku 1733, kdy byl prodán Dánské západoindické a guinejské společnosti. V roce 1741 žilo na ostrově pětkrát více Angličanů než Dánů. Anglická kreolština se na Svatém Kříži objevila více než holandská kreolština, která byla oblíbenější na Svatém Tomáši a Svatém Janovi. Mezi další jazyky, kterými se na Dánské Západní Indii mluvilo, patřila irština, skotština, španělština a francouzština, stejně jako virginská kreolská angličtina. 
Na Amerických Panenských ostrovech se v neformálních situacích mluví kreolskou angličtinou. Kreolská angličtina je dialekt, kterým se mluví na Svatém Kříži, a která se nazývá crucian, se mírně liší od kreolštiny na Svatém Tomáši a Janovi. Protože na ostrovech žijí tisíce přistěhovalců z celého Karibiku, hojně se zde mluví také španělsky a různými francouzskými kreolskými jazyky. Španělsky na Svatém Kříži mluví především Portorikánci; migrace Portorikánců byla rozšířená ve 30., 40. a 50. letech 20. století, kdy se mnoho Portorikánců přestěhovalo na Svatý Kříž za prací po krachu cukrovarnického průmyslu. Navíc koupě dvou třeti nedalekého portorického ostrova Vieques americkým námořnictvem během druhé světové války, vedla k vysídlení tisíců Viquensů, z nichž mnozí se kvůli podobné rozloze a geografii přestěhovali právě na Svatý Kříž. Portorikánci na Svatém Kříži, z nichž většina žije na ostrově již více než jednu generaci, si zachovali svou kulturu, a zároveň ji integrovali do původní kruciánské kultury a společnosti. Například v neformálních situacích mluví mnoho Portorikánců na Svatém Kříži jedinečnou spanglish podobnou kombinaci portorikánské španělštiny a místního kruciánského dialektu kreolské angličtiny.  
Na ostrovech se dříve mluvilo kreolským jazykem Negerhollands, který vychází z nizozemštiny. Tento jazyk vznikl na plantážích koncem 17. nebo začátkem 18. století, ale její rozšíření začalo klesat na začátku a v polovině 19. století, kdy se začala více používat angličtina. Poslední mluvčí negerholandštiny zemřel v roce 1987 a jazyk je nyní považován za vymřelý. 

### Náboženství
Na Amerických Panenských ostrovech je dominantním náboženstvím křesťanství. Podle Pew Research Center se v roce 2010 ke křesťanství hlásilo 94,8 % obyvatelstva. Největšími křesťanskými denominacemi při sčítání lidu v roce 2010 byly baptisté, katolíci a episkopální církev. 
Díky dánské minulosti i americké současnosti, je na ostrovech dlouhodobě rozšířen protestantismus. Poprvé byl zaveden, když bylo na ostrovy v rámci dánské kolonizace přivezeno luteránství. Dánská koruna na ostrovech povolila i další náboženské tradice, včetně anglikánství, katolicismu, moravské církve a dalších protestantských skupin. Ostrovy Svatý Tomáš a Svatý Kryštof jsou historicky známé misijním úsilím, které podnikali moravští misionáři. Dánský královský dvůr jim pobyt na ostrovech povolil, ale dostali se pod drobnohled, když odsoudili otrokářství. Řada novoprotestantských tradic, různých evangelikálních protestantů a Adventistů sedmého dne dorazila později s přechodem vlastnictví z Dánska na Spojené státy. 
Silně zastoupena je také katolická církev. Rozšířené je také rastafariánství. Na Svatém Tomáši žije jedna z nejstarších židovských komunit na západní polokouli; sefardští Židé se na ostrově začali usazovat v 18. století jako obchodníci. Synagoga v Charlotte Amalie je druhou nejstarší synagogou na americké půdě a nejstarší nepřetržitě používaná synagoga vůbec. Hinduismus a islám vyznává indokaribské a indické (převážně sindhské) obyvatelstvo. V La Grande Princesse na ostrově Svatý Kříž se nachází hinduistický chrám a ve Frenchman's Bay na ostrově Svatý Tomáš se nachází chrám buddhistický. 

### Zdraví
K roku 2010 byla průměrná délka života 79,61 let. 76,57 let u mužů a 82,83 u žen. 

## Kultura
Kultura Amerických Panenských ostrovů odráží různé národy, které obývaly území a zachovaly si úzké kulturní vazby. Místní kultura vychází především ze západoafrických, evropských a amerických tradic, kromě toho se v ní projevují vlivy přistěhovalců z arabského světa, Indie a dalších karibských ostrovů. Ostrovy byly silně ovlivněny Brity, Nizozemci, Francouzi a Dány. 

## Sport
Jedním z nejoblíbenějších sportů na Amerických Panenských ostrovech je basketbal. V současné době působí v NBA jeden hráč z Panenských ostrovů, a to Nicolas Claxton, který hraje v draftu NBA 2019 za Brooklyn Nets. Z Panenských ostrovů pochází také člen Síně slávy NBA a pětinásobný šampion Tim Duncan z týmu San Antonio Spurs. Sportovkyně roku 2022 NCAA a členka reprezentace USA Aliyah Boston se narodila a vyrostla na Svatém Tomáši. 
V kriketu se mohou obyvatelé Amerických Panenských ostrovů účastnit mezinárodních soutěží jako součást Západoindického svazu. Posledním obyvatelem ostrovů, který byl jmenován do týmu Západní Indie, je Hayden Walsh Jr., který se narodil na Svatém Kříži. 
Americké Panenské ostrovy mají také mužský a ženský národní fotbalový tým. 